# Greenisland
Greenisland (Inis Glas in gaelico irlandese) è una cittadina dell'Irlanda del Nord, situata nella contea di Antrim.